# Østervrå Sogn
Østervrå Sogn var et sogn i Frederikshavn Provsti (Aalborg Stift).
Byen Østervrå i Torslev Sogn, som hørte til Dronninglund Herred i Hjørring Amt, fik i 1900 en filialkirke. Året efter blev Østervrå et kirkedistrikt i Torslev Sogn. Ved kommunalreformen i 1970 blev Torslev sognekommune inkl. kirkedistriktet indlemmet i Sæby Kommune, som ved strukturreformen i 2007 indgik i Frederikshavn Kommune. Da kirkedistrikterne blev afskaffet i 2010, blev Østervrå Kirkedistrikt udskilt som selvstændigt sogn.
1 december 2024 blev sognet atter en del af Torslev Sogn.
Stednavne, se Torslev Sogn.